# Great Expectations (film fra 1917)
Great Expectations er en amerikansk stumfilm fra 1917 instrueret af Robert G. Vignola og Paul West. Filmen er baseret på Charles Dickens' roman fra 1861 Great Expectations, udgivet på dansk som Store forventninger. Filmens hovedroller som Pip og Estella spilles af Jack Pickford og Louise Huff..

## Handling
Denne artikel mangler et handlingsreferat. Hjælp os med at skrive det.

## Medvirkende
- Jack Pickford som Pip.
- Louise Huff som Estella.
- Frank Losee som Abel Magwitch.
- William Black som Joe Gargery.
- Marcia Harris som Mrs. Gargery.
- Grace Barton som Miss Havisham
- Herbert Prior som Mr. Jaggers